# Michael Thomas Martin
Michael Thomas Martin (Baltimora, 2 dicembre 1961) è un vescovo cattolico statunitense, dal 9 aprile 2024 vescovo di Charlotte.

## Biografia
Michael Thomas Martin è nato a Baltimora, nel Maryland, il 2 dicembre 1961 da Donald Martin e Beverly Beatty.

### Formazione e ministero sacerdotale
Ha frequentato la Archbishop Curley High School di Baltimora. Nell'agosto del 1979 è entrato nel noviziato dell'Ordine dei frati minori conventuali a Ellicott City. Il 2 agosto 1985 ha emesso la professione solenne. Ha conseguito il bachelor's degree in filosofia presso il Saint Hyacinth Seminary di Granby nel 1984, il baccalaureato in sacra teologia presso la Pontificia facoltà teologica San Bonaventura a Roma nel 1988 e il master's degree in educazione presso il Boston College nel 1993.
Il 10 giugno 1989 è stato ordinato presbitero nella chiesa di San Casimiro a Baltimora da monsignor John Huston Ricard, vescovo ausiliare di Baltimora. In seguito è stato insegnante e allenatore sportivo presso la Saint Francis High School di Athol Springs dal 1989 al 1994 e poi presidente dell'Archbishop Curley High School di Baltimora dal 1994 al 2010. In questo istituto ha condotto una campagna di raccolta fondi da 7 milioni di dollari e ha aumentato le iscrizioni dopo un calo registratosi nel corso degli anni '90. Per questo suo lavoro, nel 2007 ha ricevuto la Croce pro Ecclesia et Pontifice. Dal 2010 al 2022 è stato direttore del Centro cattolico dell'Università Duke di Durham. In questo ruolo ha assicurato la cura pastorale ai circa 2500 cattolici che studiano presso l'ateneo. Dal 2022 all'aprile del 2024 è stato parroco della parrocchia di San Filippo Benizi a Jonesboro.

### Ministero episcopale
Il 9 aprile 2024 papa Francesco lo ha nominato vescovo di Charlotte. Ha ricevuto l'ordinazione episcopale il 29 maggio successivo nella chiesa di San Marco a Huntersville dall'arcivescovo metropolita di Atlanta Gregory John Hartmayer, co-consacranti il cardinale Christophe Louis Yves Georges Pierre, nunzio apostolico negli Stati Uniti d'America, e il vescovo emerito di Charlotte Peter Joseph Jugis. Durante la stessa celebrazione ha preso possesso della diocesi.
Con questa ordinazione i francescani conventuali sono diventati la comunità religiosa più rappresentata tra i vescovi attivi degli Stati Uniti. Gli altri due sono John Eric Stowe, vescovo di Lexington, e Gregory John Hartmayer, arcivescovo metropolita di Atlanta.

## Genealogia episcopale
La genealogia episcopale è:
- Cardinale Scipione Rebiba
- Cardinale Giulio Antonio Santori
- Cardinale Girolamo Bernerio, O.P.
- Arcivescovo Galeazzo Sanvitale
- Cardinale Ludovico Ludovisi
- Cardinale Luigi Caetani
- Cardinale Ulderico Carpegna
- Cardinale Paluzzo Paluzzi Altieri degli Albertoni
- Papa Benedetto XIII
- Papa Benedetto XIV
- Papa Clemente XIII
- Cardinale Marcantonio Colonna
- Cardinale Giacinto Sigismondo Gerdil, B.
- Cardinale Giulio Maria della Somaglia
- Cardinale Carlo Odescalchi, S.I.
- Cardinale Costantino Patrizi Naro
- Cardinale Lucido Maria Parocchi
- Papa Pio X
- Cardinale Gaetano De Lai
- Cardinale Raffaele Carlo Rossi, O.C.D.
- Cardinale Amleto Giovanni Cicognani
- Arcivescovo Paul John Hallinan
- Cardinale Joseph Louis Bernardin
- Cardinale Wilton Daniel Gregory
- Arcivescovo Gregory John Hartmayer, O.F.M.Conv.
- Vescovo Michael Thomas Martin, O.F.M.Conv.